# 华三川
华三川（1930年—2004年），男，浙江镇海人，中国连环画家、工笔人物画家。曾任上海市美术家协会理事、上海市文史研究馆馆员。代表作有《白毛女》、《青年近卫军》等。